# Alex Miller
Alex Miller, född 4 juli 1949 i Glasgow, är en skotsk fotbollstränare och före detta spelare.
Som spelare hade han en 15-årig karriär i Rangers FC. Som manager vann han Skotska ligacupen 1991 med Hibernian FC. Han har senare arbetat för Premier League-klubben Liverpool FC i nio år, där han assisterade Gérard Houllier och Rafael Benítez. I juni 2010 efterträdde han Mikael Stahre som tränare i AIK, men han lämnade klubben i november samma år, efter bara fem månader i klubben.